# 诺哈
诺哈，是西班牙坎塔布里亚的一个市镇。总面积9平方公里，总人口2104人（2001年），人口密度234人/平方公里。